# 列夫·扎伊科夫
列夫·尼古拉耶维奇·扎伊科夫（俄语：Лев Никола́евич Зайко́в，1923年4月3日—2002年1月7日）是苏共党和国家领导人，苏共莫斯科市委第一书记。

## 生平
1923年，生于图拉市的工人家庭。1941年，在莫斯科和列宁格勒的国防工业企业任车间主任。1957年，加入苏联共产党。1961年，任列宁格勒创新工厂厂长。1963年，毕业于列宁格勒经济工程学院。1971年，任生产技术联合企业总经理。1974年，任列宁格勒列宁主义者科学生产联合企业总经理。1976年，任列宁格勒市苏维埃执行委员会主席。
1981年，为苏共中央委员。1983年，任苏共列宁格勒州委第一书记。1985年，为苏共中央书记处成员。1986年，为苏共中央政治局委员。1987年，任苏共莫斯科市委第一书记。1990年，退休。 2002年，逝世，安葬在圣彼得堡塞拉芬公墓。